# Akademik Cherskiy (Schiff)
Die Akademik Cherskiy, gelegentlich auch Akademik Tscherski, ist ein Rohrleger, der 2015 auf der Jiangsu Hantong Ship Heavy Industry Co Ltd gebaut wurde. Sie ist benannt nach dem russischen Geographen und Akademiemitglied Nikolai Wassiljewitsch Tscherski.

## Beschreibung
Die Akademik Cherskiy wurde 2015 als Jascon 18 in Dienst gestellt, fuhr unter der Flagge von Gibraltar und wurde 2016 an Gazprom nach Russland verkauft. Sie ist 150 m lang, 38,5 m breit und mit 29.513 BRZ vermessen. Sie verließ im Februar 2020 den Hafen von Nachodka und soll die Gaspipeline Nord Stream 2 nach dem Baustopp fertigstellen.

## Baustopp bei der Gaspipeline Nord Stream 2
Im Rahmen der Verlegung der 1225 km langen umstrittenen aus 2 parallelen Rohren bestehenden Gaspipeline Nord Stream 2 gab es seitens der USA Androhungen von Sanktionen gegenüber Nord Stream 2 AG und den beteiligten Firmen. Als US-Präsident Donald Trump die Sanktionen am 20. Dezember 2019 per Unterschrift in Gang setzte, erfolgte ein Baustopp.
Die für die Verlegung der Pipeline beauftragte Schweizer Firma Allseas hat ihre Verlegungsschiffe nach dem Baustopp abgezogen. Die Pioneering Spirit traf am 26. Dezember 2019 im norwegischen Kristiansand ein und die Solitaire ankert seit dem 25. Dezember 2019 auf der Reede des dänischen Hafens Nyborg. Die fehlenden rund 160 km sollen jetzt von Akademik Cherskiy und der Fortuna verlegt werden.
Offenbar um den Konzern Gazprom dem Zugriff durch US-Sanktionen zu entziehen, wurde die Akademik Cherskiy 2020 in das Eigentum der russischen Kapitalgesellschaft STIF übertragen.

### Sanktionsdrohungen der USA
Die Sanktionsdrohungen der USA gegen die deutsch-russische Ostsee-Gaspipeline Nord Stream 2 zeigen Wirkung. Nach deutlichem Druck der US-Regierung haben inzwischen mindestens 18 europäische Unternehmen ihre Teilnahme an dem Projekt beendet oder ihren Rückzug zugesichert. Das berichtet das US-Außenministeriums an den Kongress. Unter den Firmen ist den Angaben zufolge auch der Industriedienstleister Bilfinger aus Mannheim und der zur Münchener Rück gehörende Versicherer Munich Re Syndicate Limited.
Bislang haben die USA wegen Nord Stream 2 lediglich Sanktionen gegen das russische Unternehmen KVT-RUS verhängt, das das Verlegeschiff Fortuna betreibt – diese Strafmaßnahmen hatte die Regierung des republikanischen US-Präsidenten Donald Trump kurz vor dem Ende ihrer Amtszeit im Januar noch verkündet. Das Unternehmen und das Schiff werden auch in dem neuen Bericht ausdrücklich erwähnt. Weitere Unternehmen werden darin aber entgegen der Erwartungen nicht mit Strafmaßnahmen belegt oder bedroht.

### Februar/März 2021
Ab Ende Januar 2021 lag das Schiff für Umrüstarbeiten in Wismar vor Anker. Das Schiff hat den Hafen von Wismar verlassen und fährt in Richtung Kaliningrad, teilte die Nord Stream 2 AG mit.  Bei Kaliningrad soll es nun verschiedene Tests durchlaufen, bevor es in der dänischen Ausschließlichen Wirtschaftszone die Pipelineverlegung aufnimmt. Eine entsprechende Meldung hat die Projektgesellschaft der dänischen Schifffahrtsbehörde DMA übermittelt, heißt es weiter
Ende März[veraltet] ist die Akademik Cherskiy auf dem Weg zurück von Kaliningrad, hier wurde die technische Ausrüstung  ergänzt und modernisiert, die Akademik Cherskiy wird bei der Pipeline bzw. Fortuna eintreffen, um die Verlegung fortzusetzen.

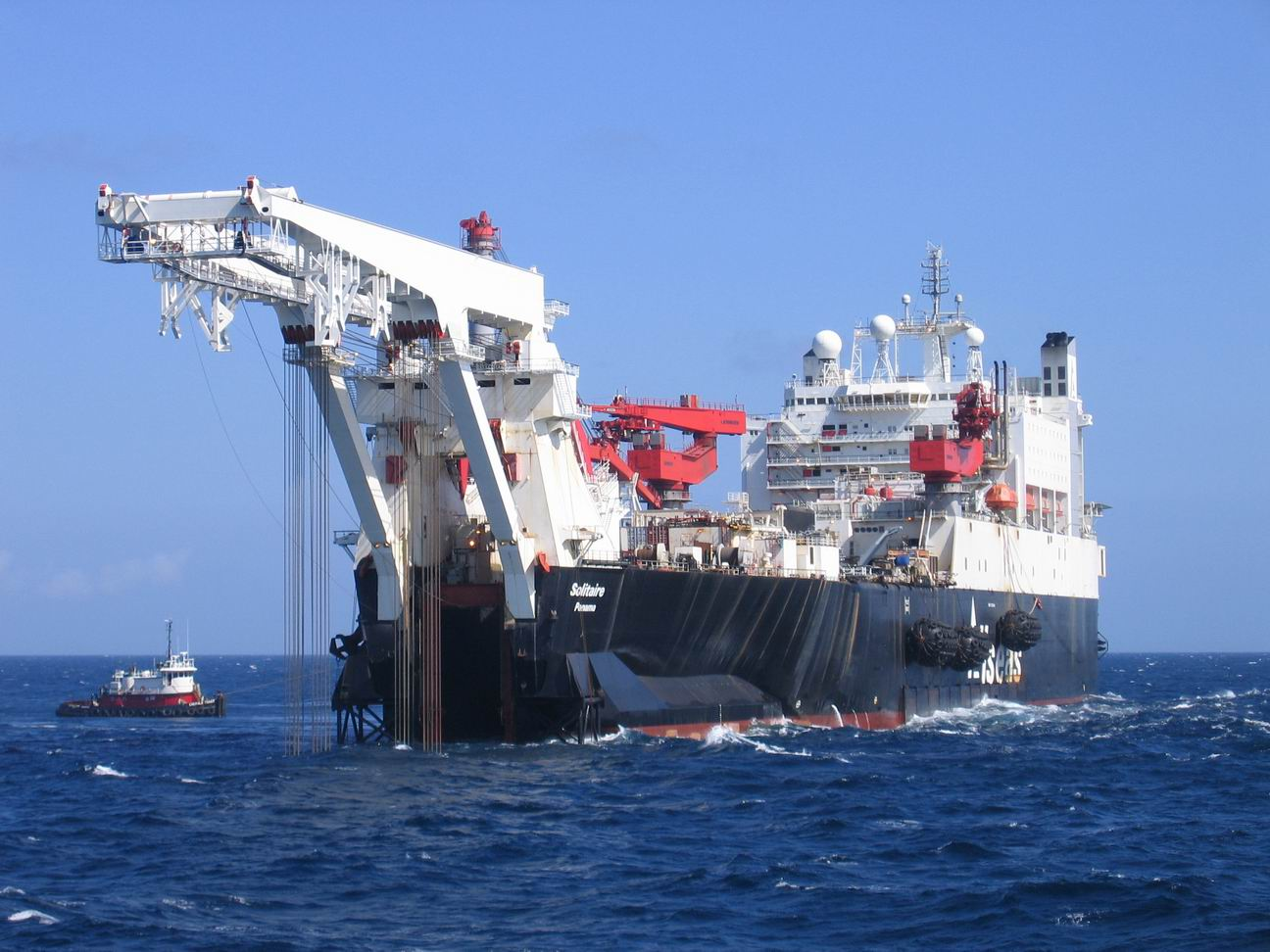
Rohrleger Solitaire
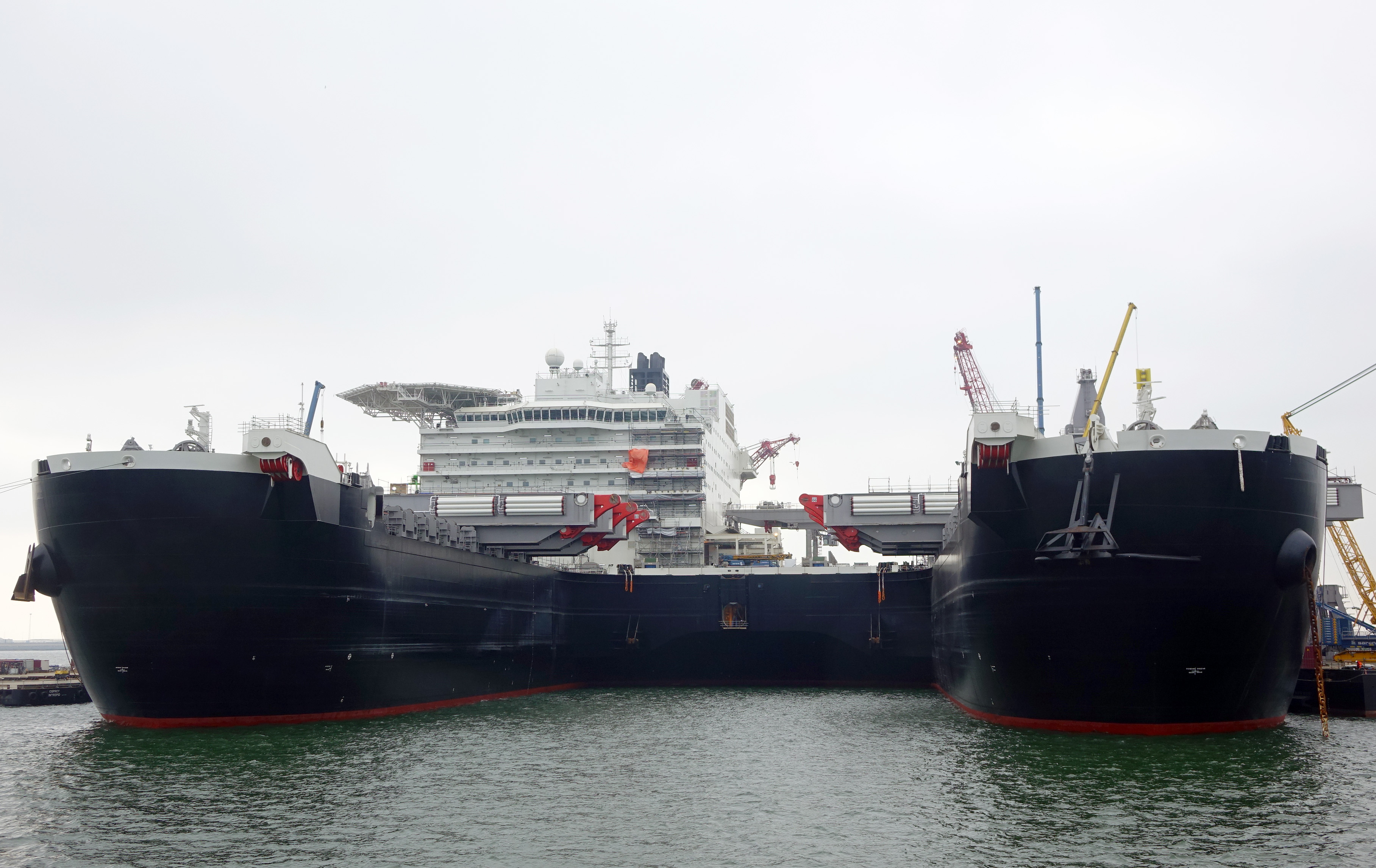
Rohrleger Pioneering Spirit
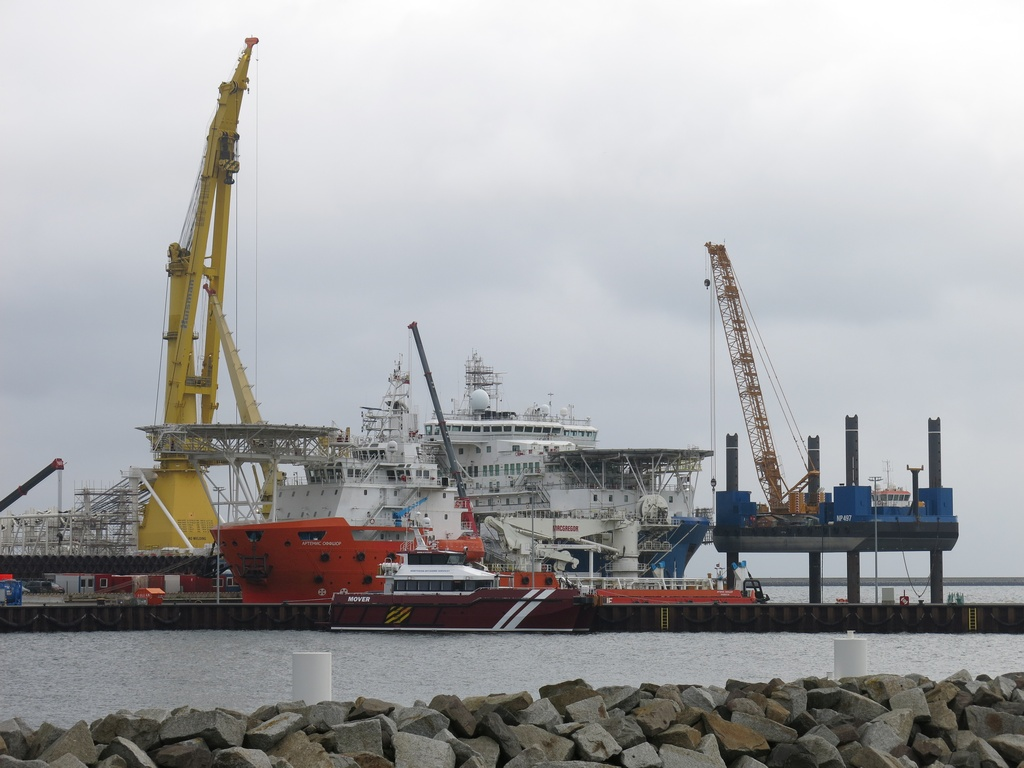
Rohrleger Akademik Tscherski